# Das blondierte Glück
Das blondierte Glück, ein Film von Svenne Köster, erzählt die Geschichte eines deutschen Obsessionisten, dem es zum Lebensinhalt geworden ist, sich mit seinen leidvollen Erfahrungen im ehemaligen Stasi-Gefängnis der DDR als Zeitzeuge in seinem Berliner Alltag zu überhöhen. Als dieses in seinem Bekanntenkreis auf Desinteresse trifft, engagiert Karl zwei Escort-Ladys aus dem Internet, um so mehr Aufmerksamkeit und Anerkennung auf sich und sein Leid zu lenken. Doch dabei erfährt Karl etwas Wunderliches. In seiner Gegend, wo oft nur zählt, wer irgendetwas vorzuweisen hat, ist er ganz bei sich selbst, in jenen Verhältnissen, vor denen ihn die Stasi immer gewarnt hat.

## Handlung
Die 58-jährige Hauptperson Karl ist es leid, als „Zeitzeuge“ seine Erfahrungen im Stasi-Gefängnis der DDR wie Sauerbier an desinteressierte Leute im Umfeld zu bringen. Wie durch einen Zwang ausgelöst, verweist er aus gemachter leidvoller Erfahrung immer wieder auf hieraus resultierende Erkenntnisse in der Gegenwart, gegenüber Kneipenbekanntschaft oder der Schwester, einer unentwegt computerspielenden bürgerlichen Frau. Karl will die Leidensphase nicht vergessen und verdrängt damit auch, dass er ohne den Blick zurück nur noch seine Katze hätte.
Da kommt er auf die einfache und teure Idee, sich für Stunden aus dem Internet zwei Escort Ladys einzuladen. Mit der ersten Begleiterin fädelt es sich nicht wie erhofft ein, sie provoziert ihn mit Sex und ist zudem kaum die Vertreterin jener Klasse, die so tut, als nehme sie „Klasse“ gar nicht wahr, was Karl sehr wichtig ist. Auch ihr Golfunterricht ist ihm zu ordinär. „Klasse“ beim Gehen, Reden, in der Auswahl von Kleidung, zeigt ihm aber First-Class-Lara. Spontan macht er sie zur Lektorin eines eigenen Buches, um so das Ansehen im Bekanntenkreis aufzuwerten. Sie tut fast alles, um für 300 Euro die Stunde, seinem Auftrag gerecht zu werden; liefert Karl das perfekte Gefühl, in Gesprächen und Situationen, real wie im Fernsehen zu agieren. Sie baut Brücken in moderne Jugendsprache, über die er leicht hinweg plaudern kann, ohne das Gefühl zu haben, er verstünde im Grunde wenig davon. Sie imagniert ihm – alleine durch ihre Erscheinung – Schutz und Sicherheit, in Stammkneipe und vor der Warcraft spielenden Schwester, um in Laras Abglanz als zufriedener Mensch zu erscheinen, als Schriftsteller, der mit eigenem Leid handelt.
Das Ganze zeigt aber auch eine vertrackte Seite. Die Geblendeten nehmen die Idee auf und machen ihm so deutlich, wie peinlich und ausweglos dies Unterfangen auf Dauer auch sein könnte. Die Schwester stellt fest, dass er der neuen Freundin nun aber was bieten müsse und die Kneipenbekanntschaft mietet Lara auch mal an (oder hat er mit ihr sogar ein kostenfreies Date?). Karl scheint jenes Ziel erreicht zu haben, vor dem ihm die „Stasi“ immer gewarnt hat: Die Amerikanisierung des Denkens und Handelns.

## Notiz
Produktionsmitteilung zum Start des Films:
„… Wir wollten vollkommen frei realisieren. Unbeeinflusst von Förderinstanzen und den Anforderungen des Fernsehens. Sprache echt, so wie sie von der Strasse tönt. Handlung ungekünstelt, wie sie nur zu oft nervt. Es gibt ja diese Art von Geschmackszensur, die Privatsender übergehen, um ihr Publikum damit zu binden. Jene aber sind überhaupt nicht an realistischen Hintergründen und Perspektiven interessiert, sondern am Verkauf ihrer Produkte. Dazwischen rangiert dieser geschmacklose Film.“

## Kritik
Ron Holloway schreibt über den Film in KINO – Ausgabe 93:
“Blonde Bliss by Svenne Köster … An amusing low-budget fantasy tale set in Berlin in digital Video format by the Direktor of pure Terror.”